# Titularbistum Coronea
Coronea ein Titularbistum der römisch-katholischen Kirche.
Es geht zurück auf einen historischen Bischofssitz in der antiken griechischen Stadt Koroneia zurückgeht in der Provinz Grecia in Hellas im heutigen Griechenland. Er gehörte zur Kirchenprovinz Athen. 
| Titularbischöfe von Coronea |                       |                                          |                   |                |
| Nr.                         | Name                  | Amt                                      | von               | bis            |
| 1                           | Matthias Starck       | Weihbischof in Mainz (Deutschland)       | 2. Juni 1681      | 1703           |
| 2                           | Michael Witosławski   | Weihbischof in Przemyśl (Polen)          | 25. Januar 1768   | 1769           |
| 3                           | Antonius Gorczyński   | Weihbischof in Kiew-Halytsch (Ukraine)   | 13. Dezember 1769 | 1770           |
| 4                           | Milton Corrêa Pereira | Weihbischof in Belém do Pará (Brasilien) | 23. August 1962   | 4. August 1967 |